# A Foreign Policy of Freedom
A Foreign Policy of Freedom: Peace, Commerce, and Honest Friendship (significando Una política exterior de libertad: Paz, comercio y amistad honesta) es una compilación de 2007 de los discursos del congresista Ron Paul sobre la política exterior de los Estados Unidos en la Cámara de Representantes durante un periodo de 30 años, publicado como un acompañamiento a su campaña para la presidencia de los Estados Unidos en las elecciones de 2008. La primera edición incluye un prefacio por Llewellyn H. Rockwell, Jr. Fue publicado por Foundation for Rational Economics and Education de Lake Jackson, Texas.

## Recepción
Paul y el libro fueron presentados en un Tonight Show lleno de gente el 30 de octubre de 2007, y el anfitrión Jay Leno pudo conseguir que Paul firmara su copia del libro después del show. Para marzo de 2008 había vendido 37.000 copias.